# Cantone di Maubeuge-Sud
Il Cantone di Maubeuge-Sud era una divisione amministrativa dell'arrondissement di Avesnes-sur-Helpe.
È stato soppresso a seguito della riforma complessiva dei cantoni del 2014, che è entrata in vigore con le elezioni dipartimentali del 2015.
Comprendeva parte della città di Maubeuge i comuni di:
- Boussois
- Cerfontaine
- Colleret
- Damousies
- Ferrière-la-Grande
- Ferrière-la-Petite
- Louvroil
- Obrechies
- Quiévelon
- Recquignies
- Rousies
- Wattignies-la-Victoire